# Ballana velosa
Ballana velosa är en insektsart som beskrevs av Delong 1937. Ballana velosa ingår i släktet Ballana och familjen dvärgstritar. Inga underarter finns listade i Catalogue of Life.